# Rhône-Rijnkanaal
Het Canal du Rhône au Rhin is een kanaal in het noordoosten van Frankrijk. Het vormt de verbinding tussen het Rhône- en het Rijnbekken.

## Overzicht
Het kanaal werd gebouwd tussen 1784 en 1833, was oorspronkelijk 375 km lang en liep van Saint-Symphorien aan de Saône tot Straatsburg aan de Rijn. Tussen Dôle en Montbéliard maakt het kanaal voornamelijk gebruik van de gekanaliseerde Doubs waarvan enkele meanders afgesneden worden door kanaaltunnels. Begin jaren 60 werd het kanaal tussen Mulhouse en Friesenheim buiten gebruik gesteld. Vanaf Mulhouse werd de scheepvaart voortaan via het noordelijke deel van het reeds bestaande Canal de Huningue geleid om bij Niffer het nieuw geopende Grand Canal d'Alsace te bereiken. Vanuit Rhinau aan de Rijn werd via een korte doorsteek naar Friesenheim het overblijvende noordelijke deel van het kanaal bereikt dat in Straatsburg uitmondt in het Marne-Rijnkanaal. De steden Colmar en Belfort werden via korte steekkanalen (Canal de Colmar en Embranchement de Belfort) verbonden met het eigenlijke kanaal. Na het buiten gebruik stellen van de noordelijke arm tussen Mulhouse en Straatsburg werd het Canal de Colmar verlengd tot het Grand Canal d'Alsace zodat de stad zijn verbinding via het water behield. Een moderniseringsprogramma om het kanaal over zijn hele lengte op te waarderen naar CEMT-klasse IV werd eind vorige eeuw slechts uitgevoerd van Mulhouse tot het Grand Canal d'Alsace, vooraleer het project werd stopgezet in 1997.

## Geschiedenis
Het eerste deel van het destijds geheten ‘Canal de Franche-Comté’ werd in 1783 door de Bourgondische Raad goedgekeurd en in 1802 voltooid van de Saône tot Dôle. Keizer Napoleon had voorgesteld om verbindingen over de binnenwateren door het hele land te ontwikkelen, en de verbinding Rhône-Rijn was van zo'n strategisch belang dat hij zijn naam aan het project gaf. De regering van de keizer bedacht de voorloper van het huidige publiek-private partnerschapsmodel, waarbij bestaande kanalen aan particuliere bedrijven werden verkocht om nieuwe verbindingen te financieren. De opbrengsten werden bestemd voor de oorlogsinspanningen, en pas in 1821 werd dit project, nu omgedoopt tot ‘Canal Monsieur’, opnieuw geactiveerd door de daartoe opgerichte kanaalmaatschappij. De werken werden voltooid in 1833.

## Economische betekenis
Het huidige belang van het kanaal voor de commerciële scheepvaart is beperkt. Net als veel andere oudere kanalen die alleen Freycinet-afmetingen hebben, is het gebruik ervan niet langer economisch vanwege hun lage laadvermogen. Vooral in het gedeelte van de gekanaliseerde Doubs zijn zowel de toegestane diepgang als de maximale doorvaarthoogte onder de bruggen gering. Het gebruik van sportboten en woonboten neemt toe en is vooral in de regio Franche-Comté ingeburgerd vanwege de landschappelijke schoonheid. Het langeafstandsfietspad EuroVelo 6 loopt langs grote delen van het kanaal en trekt fietstoeristen.